# لیزه مایتنر
لیزه مایتنر (به آلمانی: Lise Meitner) ‏(زاده ۷ نوامبر ۱۸۷۸ – درگذشته ۲۷ اکتبر ۱۹۶۸) فیزیک‌دان اتریشی و بعدها سوئدی بود. او ۴۹ بار نامزد دریافت جایزهٔ نوبل شد، ولی هیچ‌بار نتوانست آن را به‌دست آورد.

## زندگی
او در سال ۱۸۷۸ در خانواده‌ای هشت نفری به دنیا آمد و با تمام مشکلاتی که به خاطر زن بودنش بر سر راه ورود وی به دانشگاه وجود داشت، در سال ۱۹۰۱ وارد دانشگاه وین شد. در این دانشگاه تحت نظارت لودویگ بولتزمان یکی از فیزیکدانان به نام دنیا در رشته فیزیک تحصیل کرد و در سال ۱۹۰۷ دکترای خود را گرفت.
لیزه به همراه همکارش اتو هان اولین کسانی بودند که شکافت هسته‌ای را توضیح دادند. آنها در سال ۱۹۳۹ در مجله طبیعت (Nature) مقاله معروف خود را در مورد شکافت هسته‌ای ارائه دادند و بدین ترتیب راه را برای استفاده از این انرژی گشودند. به همین دلیل پس از جنگ جهانی دوم به مایتنر لقب «مادر بمب اتمی» داده‌شد. در سال ۱۹۴۴ جایزه نوبل شیمی به اوتو هان داده شد گرچه بسیاری مایتنر و هان هردو را شایسته دریافت این جایزه می‌دانستند.

## جوایز

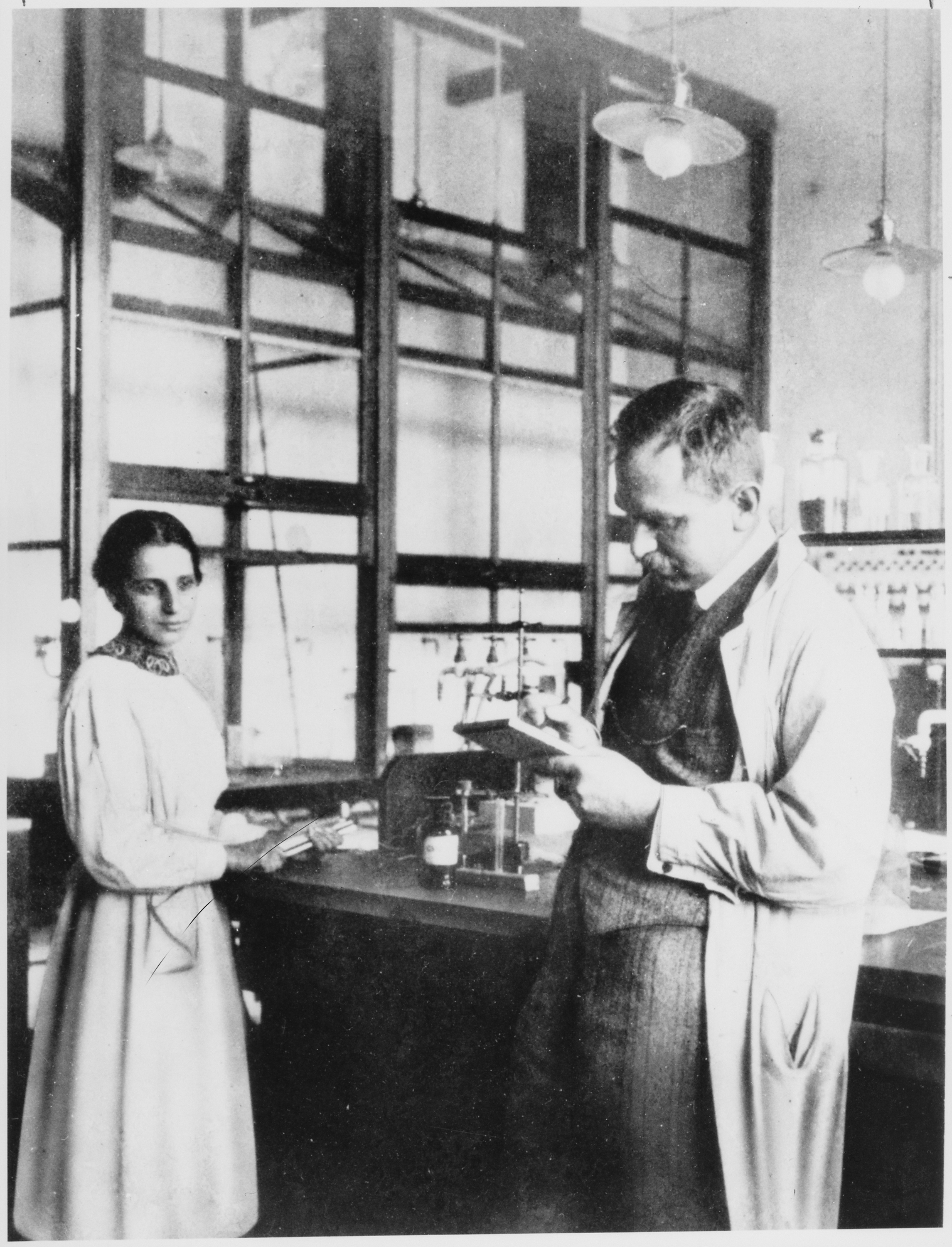
اتو هان و مایتنر

کمیته‌ی جایزه نوبل شیمی در سال ۱۹۴۴ زحمات لیزه مایتنر را در رابطه با شکافت هسته‌ای نادیده گرفت و جایزه را به اتو هان داد. اتو هان، درباره‌ی اشتباه و سهم مایتنر هیچ سخنی به زبان نیاورد.این سکوت هان تاثیر زیادی بر مایتنر گذاشت و باعث شد که او دیگر با هان به صورت اشتراکی به کار نپردازد.
با اینکه مایتنر جایزه نوبل را نبرد ولی بسیاری از جوایز مهم را دریافت کرد که از جمله‌ی مهم‌ترین آن‌ها می‌توان به این موارد اشاره کرد: جایزه ماکس پلانک که در سال ۱۹۴۹ در آلمان دریافت کرد و جایزه انریکو فرمی که در سال ۱۹۶۶ از کمسیون انرژی اتمی ایالات متحده دریافت کرد.
در سال ۱۹۹۷ عنصر ۱۰۹ جدول تناوبی به افتخار او مایتنریوم نامیده شد.